# アメンボ類

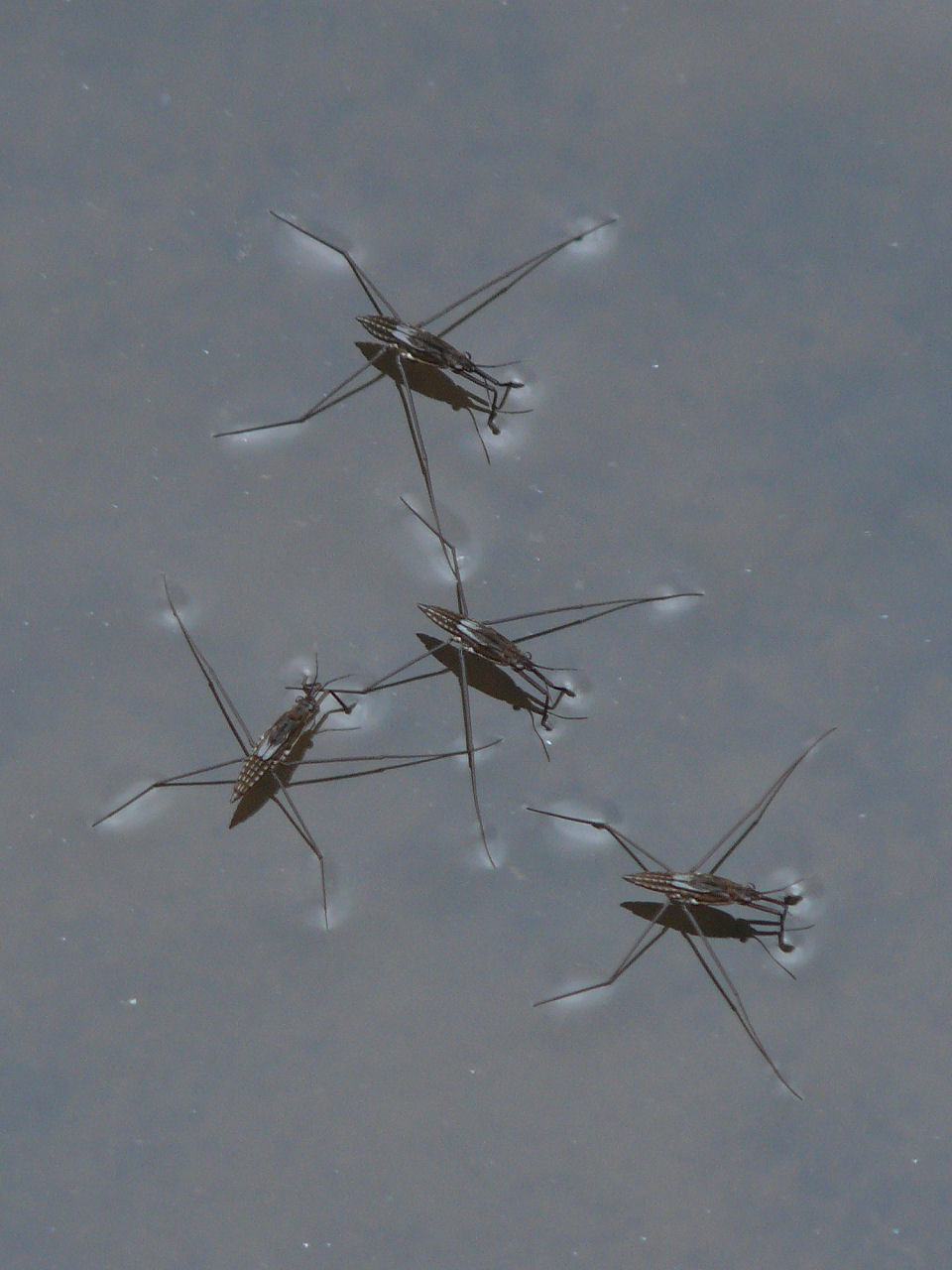
アメンボ終齢幼虫。成虫と違って翅が短い

アメンボ類（アメンボるい）は、カメムシ目（半翅目）・カメムシ亜目（異翅亜目）に分類される昆虫のうち、長い脚を持ち、水上生活をするものの総称。熱帯から亜寒帯まで広く分布し、小さな水たまりから池、湖、川、海まで様々な水面に分布する水生昆虫である。
日本ではアメンボ科・アメンボ亜科の一種 Aquarius paludumに「アメンボ」（水黽、水馬、飴坊）の和名が当てられているが、他にも多くの種類があり、いくつかの科に分類されている。
特にアメンボ科についてはアメンボを参照。

## 形態・生態
外見は科によって異なるが、翅や口吻など体の基本的な構造はカメムシ亜目の他の種と共通である。他のカメムシ類と同様に、体に臭腺を持っており、捕えると匂いを放つ。「アメンボ」という呼称も、この匂いが飴の匂いのようだと捉えられたことに由来する。
6本の脚があるが、中脚と後脚が細長く発達しており、前脚は短い。脚全体に細かい毛が密生しており、水の表面張力を利用して水面上に立ち、自由に移動する。また、脚以外の全身も水を弾く。主に前脚と後脚の計4本で身体を支え、中脚で水面を蹴り、滑るように移動する。水面の蹴り方によっては素早いジャンプもできる。一方、小型種は陸上と同様に6本の脚全てを使って歩いて移動する。ただし石鹸などの界面活性剤が水に含まれて表面張力が弱まると、アメンボは浮くことができず、溺れ死んでしまうため、生活排水により数が減る理由となっている。
幼虫・成虫とも肉食性で、主に水面に落ちた他の昆虫に口吻を突き刺し、消化液を注入・体外消化され液状になった体組織を吸汁する。魚の死体やボウフラなどから吸汁することもある。獲物を探す際は、獲物が水面で動いた時に発生する小さな水面波を感知して獲物の位置を掴む。そのためアメンボがいる水面を指で軽く叩くなどして波紋を作ると、アメンボが波紋の中心に近寄ってくる。
食物連鎖における天敵は魚類や鳥類などだが、エサキアメンボ Limnoporus esakii、シオアメンボ Asclepios shiranui など、生息環境に人の手が入ったことで減少し、絶滅危惧種となってしまった例もある。
成長段階は一般的なカメムシ目昆虫と同様で、卵 - 幼虫（1 - 5齢） - 成虫という不完全変態を行う。卵は水面付近の石や植物などに産みつけるため、そのような物がないような広い水面には生息しない。幼虫は翅が無いこと以外は成虫とほぼ同じ姿をしており、成虫と同様に水面で生活する。成虫になると他のカメムシ類と同様に翅を持ち、飛んで移動できるようになるので、他の水域から独立した小さな水たまりにも姿を現す。ただし小型種では成虫の翅が退化したものもおり、これらは飛ぶことができない。
成虫の寿命は種類や個体にもよるが平均すると1～数ヶ月程度で、これは水生カメムシ類としては最も短命な部類に入る。
『大和本草』（貝原益軒著）には「有毒」、「雞（ニワトリ）犬が食えば死ぬ」と記されている。

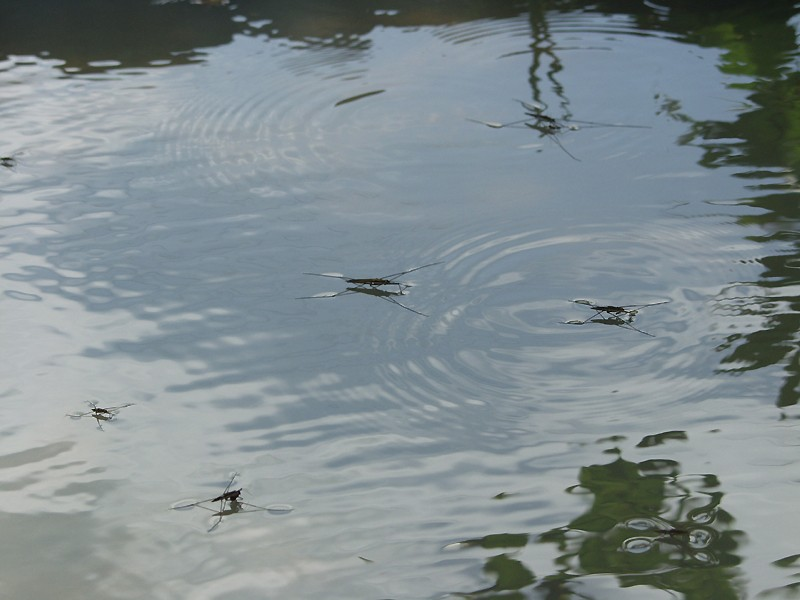
水面で活動するオオアメンボ Aquarius elongatus
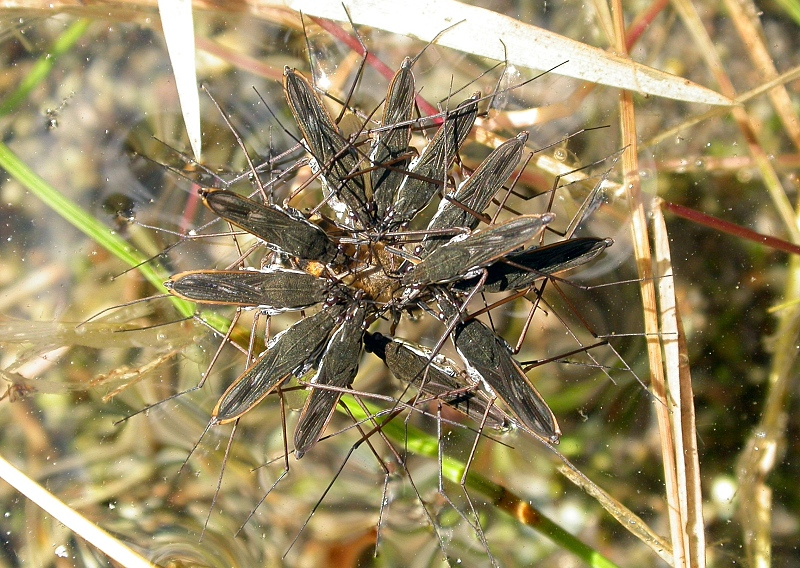
ヨーロッパ産アメンボの一種。水に落ちたミツバチに集まる
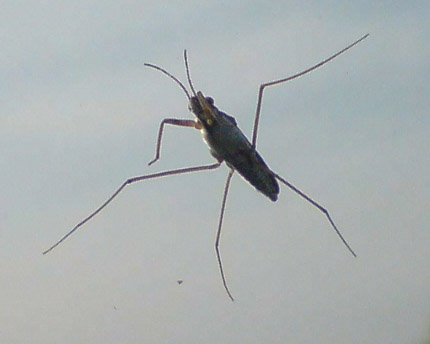
下から見る

## 分類
- アメンボ上科 Gerroidea
  - アメンボ科 Gerridae
    - アメンボ亜科 Gerrinae - アメンボ、ヒメアメンボ、オオアメンボなど
細長い胴体から、中脚と後脚が四方に伸びる。短い前脚と後脚の4本の脚で体を支え、中脚で水面を蹴って滑るように移動する。この仲間では最も大型化（最大で体長25mm）したグループで、一般的にアメンボと呼ばれるのはこの科に属する昆虫である。
    - ウミアメンボ亜科 Halobatinae - シマアメンボ、ウミアメンボ、シオアメンボなど
主に海面に生息するグループだが、シマアメンボは淡水生である。丸っこい胴体から中脚と後脚が四方に伸びる。短い前脚と後脚の4本の脚で体を支え、中脚で水面を蹴って滑るように移動する。体長は5mm前後。

  - カタビロアメンボ科 Veliidae 
    - アシブトカタビロアメンボ亜科 Rhagoveliinae
    - ケシウミアメンボ亜科 Haloveliinae：ケシウミアメンボ
    - ケシカタビロアメンボ亜科 Microveliinae - ケシカタビロアメンボなど
非常に小型。外見は黒っぽい小さなカメムシ (1mm - 2mm) で、水面を滑らず、一般の昆虫が陸上を移動するのと同じく歩いて移動する。岸の近くにいる事が多い。

  - サンゴアメンボ科 Hermatobatidae
- イトアメンボ上科 Hydrometroidea
  - イトアメンボ科 Hydrometridae - イトアメンボ、ヒメイトアメンボなど
黒っぽくて小さい（1cm前後）ナナフシのような外見である。水面を滑らず、一般の昆虫が陸上を移動するのと同じく歩いて移動する。
  - Paraphynovelidae 科
  - Macrovelidae 科
- Leptopodoidea 上科
  - Leptopodidae 科
  - Omaniidae 科